# Seven Springs of Apink
Seven Springs of Apink è il primo EP del gruppo musicale sudcoreano Apink, pubblicato il 19 aprile 2011.

## Tracce
1. Seven Springs of Apink – 1:33 (testo: G.NA – musica: Super Changddai, Bae Youngho)
2. I Don't Know – 3:42 (testo: Super Changddai – musica: Super Changddai)
3. It Girl – 3:23 (testo: Kim Gunwoo – musica: Kim Gunwoo, Songgihong in BlueBridge)
4. Wishlist – 3:33 (testo: Shinsadong Tiger – musica: Shinsadong Tiger)
5. Boo – 3:08 (testo: Super Changddai – musica: Super Changddai)

## Classifiche
| Classifica (2011) | Posizione massima |
| ----------------- | ----------------- |
| Corea del Sud     | 6                 |